# エアンナトゥム

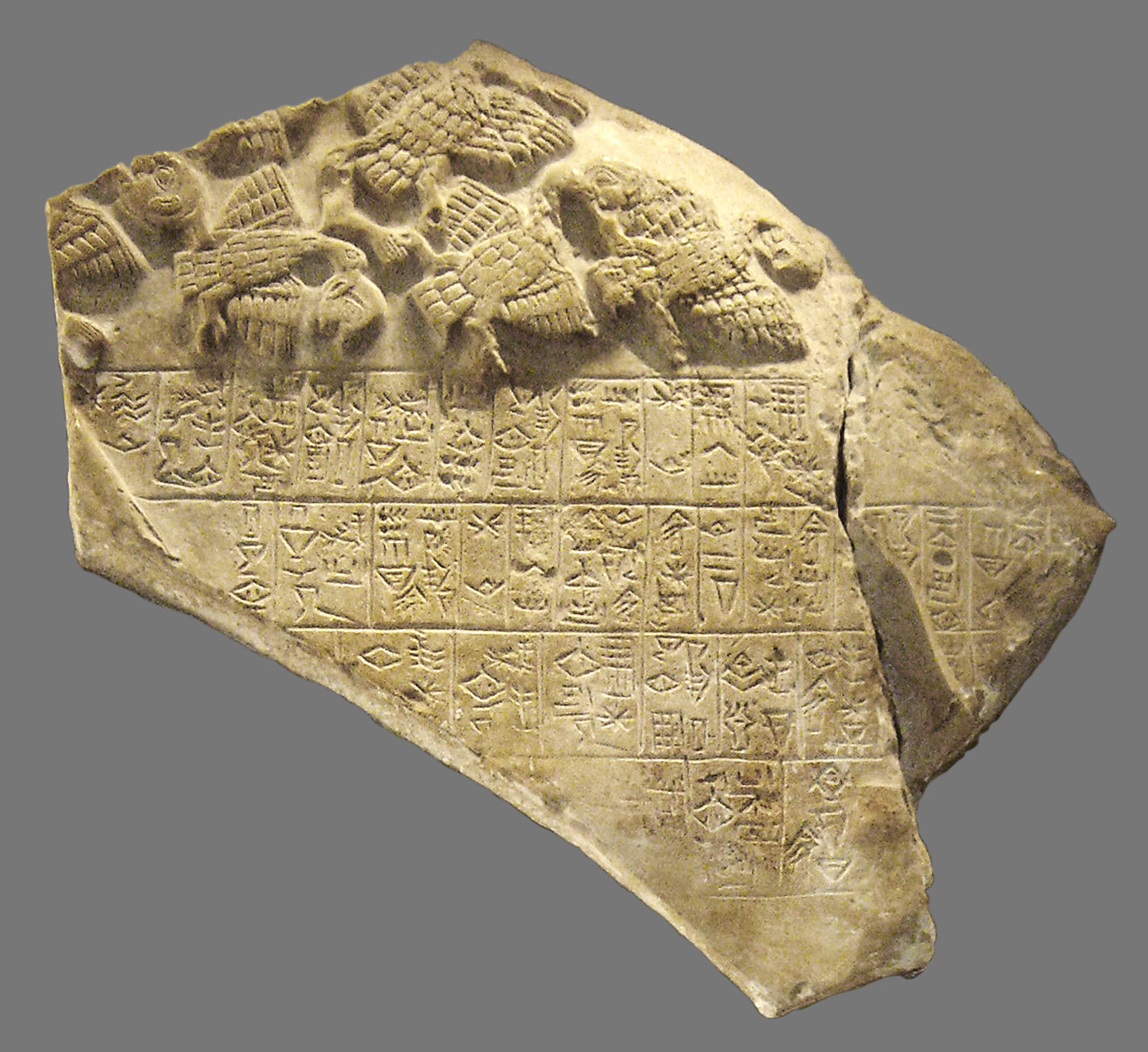
ハゲワシの碑（Stele of the Vultures）の断片

エアンナトゥム（Eannatum、シュメール語: 𒂍𒀭𒈾𒁺）は、古代メソポタミア、初期王朝時代の都市国家ラガシュの王。現在知られている限り、世界最古の戦争記録を残した王である。

## 来歴
エアンナトゥムはシュメール初期王朝時代のラガシュ第1王朝で王位についた。彼はテルロー遺跡（ラガシュ王国の首都ギルス）で発見された戦勝記念碑ハゲワシの碑（Stele of the Vultures）を含む一連の記念碑によって知られている。これらの記録は同時代の戦争を記述したものとして最も古いものである。
これらの記念碑文には彼が戦って勝利したとする国の名が列挙されている。それによればエアンナトゥムはエラム、ウルア、ウンマ、ウル、ウルク、ウルアズなどの都市と戦って勝利を収めたという。具体的な経過については凡そ知られていない。

### ラガシュ・ウンマ戦争
取り分けウンマとはこの王の治世より長期にわたる戦争を繰り広げることになる。ウンマとはかつてキシュ王メシリム（メスアンネパダ？）の仲介で国境が定められ、国境を示す境界石が置かれていたが、ウンマ王ウシュが境界石を破壊して侵略してきたためにこれを撃退したとラガシュの史料は伝える。ラガシュ市とウンマ市の間にはグ・エディン・ナ（シュメール語: GU.EDEN.NA。「平野の境界」の意）と呼ばれる肥沃な平野が広がっており、この平野の帰属を巡るトラブルから戦争が発生したと考えられる。
ウシュ王の侵攻に端を発する戦いは長期に渡ったが、エアンナトゥムはこれを撃退し、ウンマの次の王エナカリ（エンアカルレ）は国境線を元の場所に戻し、境界石を再び置く事に同意して和平を結んだという。
この戦争に関しては敵対者であるウンマ側の記録が発見されておらず、ラガシュの記録がどの程度真実を伝えているのか検証は困難である。だが、エアンナトゥムはキシュ王（この称号についてはキシュの項目を参照）を称するほどの勢力を誇った王であり、実際に数多くの戦争を戦って勝利を収めたと考えられる。

## 死後
彼の死後、兄弟であるエンアンナトゥム1世がラガシュの王位を継ぎ、ウンマのエナカリの次の王ウル・ルンマと抗争を続けた。後に、ラガシュの王エンメテナの治世でウンマの新王イルと和平協定を結ぶが、これは史上最初の国際条約といわれている。